# غراهام رحال
غراهام رحال (بالإنجليزية:  Graham Rahal)‏ مواليد 4 يناير 1989 في كولومبوس، أوهايو، هو سائق فورملا 1 أمريكي.

## سباقات شارك فيها
- البطولة الأمريكية لسباق السيارات
- سلسلة إندي كار
- إنديانابوليس 500

## وصلات خارجية
- غراهام رحال على موقع Racing-Reference.info (الإنجليزية)
- غراهام رحال على موقع DriverDB.com (الإنجليزية)
- الموقع الرسمي